# Mietków (gmina)

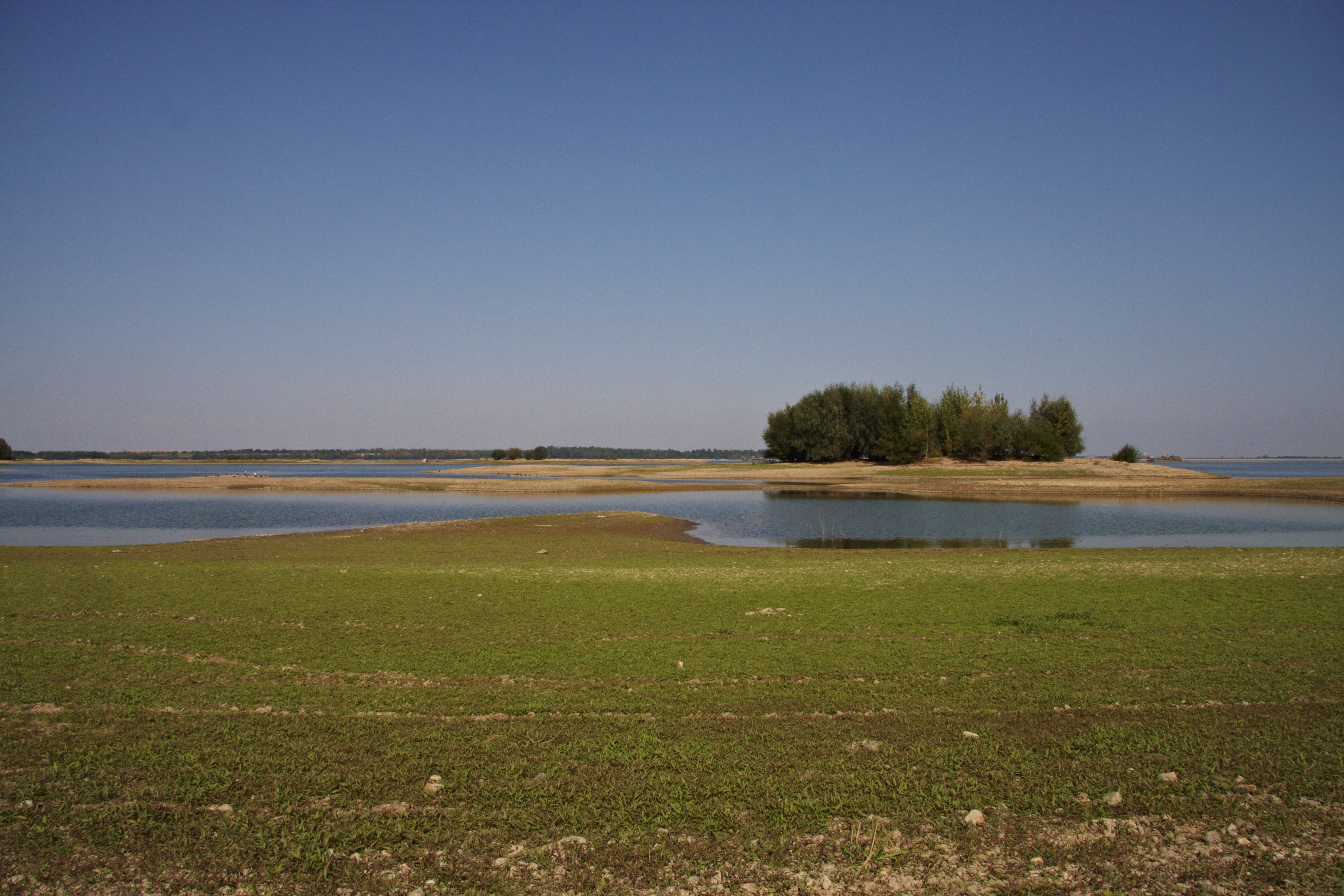
Le début de l'automne 2009

Mietków est une gmina rurale du powiat de Wrocław, Basse-Silésie, dans le sud-ouest de la Pologne. Son siège est le village de Mietków, qui se situe environ 32 km au sud-ouest de la capitale régionale Wrocław.
La gmina couvre une superficie de 83,3 km2 pour une population de 3 876 habitants.

## Géographie
La gmina est bordée par les gminy de Kąty Wrocławskie, Miękinia, Mietków, Środa Śląska, Udanin et Żarów.
La gmina contient les villages de Borzygniew, Chwałów, Domanice, Dzikowa, Maniów, Maniów Mały, Maniów Wielki, Mietków, Milin, Piława, Proszkowice, Stróża, Ujów et Wawrzeńczyce.